# Вертискос (хребет)
Вертискос (греч. Βερτίσκος, болг. Богданска планина) — горный хребет на севере Греции, на границе периферийных единиц Салоники и Сере в периферии Центральная Македония. Высочайшая вершина — гора Харвата (Χαρβάτα) высотой 1103 м над уровнем моря. Является продолжением гор Мавровуни на северо-западе и Кердилион на юго-востоке.
На горе известен ацерас фигурный (Aceras anthropophorum), широко распространённый в Греции вид орхидей.
Упоминается Страбоном как Бертиск.